# Джессі Джексон
Джессі Луїс Джексон-старший (англ. Jesse Louis Jackson, Sr.; нар. 8 жовтня 1941, Грінвілл, Південна Кароліна) — американський громадський діяч, правозахисник, баптистський пастор. 
Він є одним із найвпливовіших релігійних лідерів серед афроамериканців. Джексон намагався стати кандидатом від Демократичній партії на президентських виборах у 1984 і 1988 роках.